# Гебштедт
Гебштедт (нем. Gebstedt) — община в Германии, в земле Тюрингия. 
Входит в состав района Веймар. Подчиняется управлению Бад Зульца. Население составляет 282 человека (на 31 декабря 2010 года). Занимает площадь 9,25 км².